# 松田千枝
松田 千枝（まつだ ちえ、1948年3月27日 - ）は、日本のマラソンランナー、スポーツビューティプランナー。NPO法人MCKプロジェクト理事長。静岡県出身。資生堂OG。1男1女の母。
日本女子マラソンのパイオニアと呼ばれている。

## 経歴
1966年、資生堂静岡販売会社に入社し、1971年より本社へ異動。ビューティーコンサルタント、商品企画、広報などとして勤務。
結婚、出産を経て、27歳の時に夫の勧めでランニングを始め、5kmレースで女子1位となる。
ニューヨークシティマラソンでのゴーマン美智子の優勝に刺激され、「そろそろ日本の女性も長い距離を走る時代が来る」と感じ、1977年に当時男子しか募集枠がなかった青梅マラソンに男性の振りして出場。その後フルマラソンを目指すも第2子を妊娠。しかし、医者と相談の上で出産前日まで走り続けていた。1978年、初のフルマラソンとなる福井マラソンを3時間12分で完走。
1979年、国際陸上競技連盟が公認する世界初の女子マラソン大会である東京国際女子マラソンに出場。松田の大会出場を応援するために社内の有志が集まり発足されたのが現在の資生堂ランニングクラブである。以来同大会に連続出場（後述）。
1982年、ハワイ・インターナショナル・トライアスロンに日本人女子として初出場。
1985年、広島で開催されたワールドカップの日本代表にも選ばれた。
1986年、ソウルオリンピックも視野に入れようとした矢先、左足踵の痛みに悩まされ欠場期間に入る。
1989年、競技復帰。
2008年、資生堂を定年退職。
2013年にNPO法人MCKプロジェクトを立ち上げ、理事長を務める。MCKは「モア・チャレンジ・歓走」の略。「歓びの走り」「姿勢の体操」の普及活動を行い、青森県西津軽郡鰺ヶ沢町に「白神マラソン村」の開村に尽力した。
現在は夫が営む東洋医学治療院「トータルケア千泉堂」で体操教室を開く一方で、無理のないペースでランニングも続けている。

### 東京国際女子マラソン
東京国際女子マラソンに1979年から2008年までの全30回のうち歴代最多となる27回出場しており、「東京国際女子マラソンの顔」として親しまれた。
第1回は一般選手としての参加だったが、第2回より資生堂所属としての参加となった。
1985年の第7回大会では37歳にして2時間36分38秒の自己記録をマークし4位入賞。
上述の怪我のため1986年に初の欠場となり、3年連続で欠場するも、1989年の第11回大会に2時間49分45秒で復活を果たした。
1999年の第21回からは長女も出場し母娘で完走も果たす。
2006年の第28回で初の棄権。
最後の大会となった2008年の第30回は定年退職後のため東京陸協所属（ユニフォームには資生堂のロゴあり）として市民の部に参加、3時間21分52秒で完走。

## エピソード
- 故障で苦しんでいた1980年頃に1964年東京オリンピック体操女子団体銅メダリストである中村多仁子と出会い、地歌舞をランニングに取り入れ、美しい走りの実現に努めている。

## 受賞歴
- テレビ朝日「ビッグスポーツ賞」（1985年）
- 女子マラソンを励ます会「グッドラン賞」（2002年）
- ランナーズ「ランナーズ賞」（2004年）

## 著書
- シータル 姿勢の体操シリーズ（小笠原出版）
- ランニングの贈り物―家族とともに（求龍堂・2000年）
- 走って輝く―松田千枝のランニングレッスン（東京新聞出版局・2004年）
- 「姿勢の体操」で80歳まで走れる体になる（講談社・2012年）